# Новый Урал (Краснодарский край)
Новый Урал — хутор в Павловском районе Краснодарского края.
Входит в состав Новопластуновского сельского поселения.

## География

### Улицы
- ул. Заречная.

## Население
| 2002 | 2010 |
| ---- | ---- |
| 278  | ↗354 |

Национальный состав
По данным переписи 1926 года по Северо-Кавказскому краю, в населённом пункте числилось 7 хозяйств и 33 жителя (12 мужчин и 21 женщина), из которых украинцы — 100 % или 33 чел.